# Grand Prix automobile de Hongrie 2025
GP précédent GP suivant
Le Grand Prix automobile de Hongrie 2025 (Formula 1 Lenovo Hungarian Grand Prix 2025), disputé le 3 août 2025 sur le Hungaroring, est la 1139e épreuve du championnat du monde de Formule 1 courue depuis 1950. Il s'agit de la quarantième édition du Grand Prix de Hongrie comptant pour le championnat du monde de Formule 1 et de la quatorzième manche du championnat 2025. Ce Grand Prix ouvre sur la trêve estivale, le championnat reprenant vingt-huit jours plus tard avec les dix dernières courses au programme. 
« Je ne comprends rien à ce qui se passe! » déclare Charles Leclerc, surpris d'avoir devancé les pilotes McLaren pour obtenir sa première pole position de la saison après quatorze courses, et la vingt-septième de sa carrière. Un brusque rafraichissement de la température lors de la Q3 a permis à la SF-25 d'entrer dans sa fenêtre d'exploitation maximum et d'offrir de l'adhérence à son pilote, qui s'était extrait difficilement des deux premières phases qualificatives. Oscar Piastri, deuxième à 26 millièmes de seconde et Lando Norris, troisième à 41 millièmes, évoquent un vent erratique pour expliquer leur toute relative contre-performance. George Russell accompagne Norris en deuxième ligne, tandis que les Aston Martin trouvent enfin de la performance et se hissent sur la troisième ligne, Fernando Alonso cinquième, devant Lance Stroll. En verve lui aussi, Gabriel Bortoleto place sa Kick Sauber C45 devant la Red Bull de Max Verstappen sur la quatrième ligne. Ils sont suivis par les coéquipiers Racing Bulls Liam Lawson et Isack Hadjar. Dépité d'avoir été éliminé en Q2 avec le douzième temps, Lewis Hamilton se dit « absolument inutile ».
Auteur d'un très bon départ mais enfermé par son coéquipier, Lando Norris se retrouve cinquième à la fin du premier tour et fait le pari, gagnant, de prolonger au maximum son premier relais pour n'effectuer qu'un seul arrêt ; cette décision stratégique opérée au vol lui offre sa cinquième victoire de la saison, la neuvième de sa carrière. Les McLaren, qui repoussent de plus en plus loin la concurrence, obtiennent leur quatrième doublé consécutif, Oscar Piastri, qui s'est arrêté deux fois, tentant sans succès de dépasser son coéquipier dans les derniers tours. En perdition avec un châssis défaillant après avoir mené quarante tours durant, Charles Leclerc ne peut rien face à la Mercedes de George Russell qui le double pour le podium à neuf tours de l'arrivée.  
À l'extinction des feux, alors que Leclerc réalise un bon envol et enroule le premier virage en tête devant Piastri, Norris est dépassé par Russell et Alonso. Repassant ce dernier au bout de deux tours et naviguant en quatrième position, il décide avec son ingénieur de piste de prolonger au maximum son premier relais pour n'effectuer qu'un seul arrêt. À l'avant, Leclerc contrôle Piastri en le maintenant hors d'utilisation de l'aileron arrière mobile. Ce dernier tente un undercut en s'arrêtant au dix-huitième tour, le pilote Ferrari répondant dans la boucle suivante. Il laisse les commandes à Norris puis les reprend quand le Britannique observe son unique arrêt, au trente-et-unième tour. Ainsi, Leclerc mène la course jusqu'à son deuxième arrêt, au quarantième tour. Sa situation se dégrade par la suite : ressorti deuxième derrière Norris, il est rapidement rattrapé par Piastri (qui a effectué son deuxième arrêt au quarante-cinquième tour) qui n'en fait qu'une bouchée dans la cinquante-et-unième boucle avant de se lancer à la chasse de son coéquipier. Affecté par un problème de châssis, une casse ou quelque chose de difficilement avouable, Leclerc perd deux secondes au tour sur ses rivaux, notamment sur Russell qui le dépasse en fin de course et file vers le podium.
En vue de l'arrivée, Piastri, dans les échappements de Norris depuis plusieurs tours, effectue un freinage très tardif pour tenter de se faufiler à l'intérieur du premier virage mais bloque ses roues ; l'accrochage étant évité de justesse, il est rappelé à l'ordre par son stand. Les McLaren passent la ligne en formation serrée, Russell est repoussé à plus de vingt secondes et Leclerc, pénalisé de cinq secondes pour une défense trop musclée face à Russell, passe sous le drapeau à damier avec plus de quarante secondes de retard. Fernando Alonso termine comme il est parti, cinquième, son meilleur résultat de la saison. Gabriel Bortoleto continue sa montée en puissance, s'élance tout de suite mieux que Lance Stroll et prend ainsi la sixième position qu'il conserve jusqu'au bout, devant le Canadien. Liam Lawson se classe huitième devant Max Verstappen qui fustige sa monoplace « trop lente ». À un tour des McLaren, Andrea Kimi Antonelli prend le dernier point en lice.    
À la trêve estivale, Oscar Piastri (284 points) ne possède plus qu'une avance de 9 points sur Lando Norris (275 points) tandis que Max Verstappen, troisième avec 187 points, et relégué à 97 points de Piastri et à 88 de Norris, déclare ne plus pouvoir se mêler à la lutte pour le titre alors que dix courses restent à disputer. George Russell (172 points) consolide sa quatrième place face à Charles Leclerc (151 points). Lewis Hamilton, qui n'a pas marqué, est isolé au sixième rang (109 points), détaché par rapport à Kimi Antonelli (64 points) et Alexander Albon (54 points) ; suivent Nico Hülkenberg (37 points) et Esteban Ocon, dixième avec 27 points. Chez les constructeurs, McLaren (559 points) possède plus du double de points de Ferrari (260 points) qui voit revenir Mercedes (236 points) tandis que Red Bull (194 points) stagne. Encore plus loin, Williams (70 points) est cinquième, alors qu'Aston Martin (52 points) gagne deux places au classement, repoussant Kick Sauber (51 points) au septième rang et Racing Bulls (45 points) au huitième. Haas (35 points), qui n'a pas marqué, reste neuvième et Alpine (20 points) ferme toujours la marche.

## Pneus disponibles
| Pneus pour piste sèche | Pneus pour piste sèche | Pneus pour piste sèche | Pneus pluie    | Pneus pluie |
| ---------------------- | ---------------------- | ---------------------- | -------------- | ----------- |
| Durs (Type C3)         | Medium (Type C4)       | Tendres (Type C5)      | Intermédiaires | Pluie       |

## Essais libres

### Première séance, le vendredi de 13 h 30 à 14 h 30
| Pos. | Pilote          | Voiture                 | Chrono         | Écart     |
| ---- | --------------- | ----------------------- | -------------- | --------- |
| 1    | Lando Norris    | McLaren-Mercedes        | 1 min 16 s 052 |           |
| 2    | Oscar Piastri   | McLaren-Mercedes        | 1 min 16 s 071 | + 0 s 019 |
| 3    | Charles Leclerc | Ferrari                 | 1 min 16 s 269 | + 0 s 217 |
| 4    | Isack Hadjar    | Racing Bulls-Honda RBPT | 1 min 16 s 681 | + 0 s 629 |
| 5    | Lewis Hamilton  | Ferrari                 | 1 min 16 s 734 | + 0 s 682 |
| 6    | Oliver Bearman  | Haas-Ferrari            | 1 min 16 s 878 | + 0 s 826 |

- Le rookie estonien Paul Aron, troisième du championnat de Formule 2 2024 et pilote de réserve pour Alpine F1 Team pilote exceptionnellement pour Kick Sauber lors de cette séance d'essais ; au volant de la monoplace habituellement pilotée par Nico Hülkenberg, il réalise le vingtième et dernier temps[8],[9].
- Felipe Drugovich, pilote d'essai d'Aston Martin, remplace Fernando Alonso, souffrant d'une blessure musculaire au dos, lors de cette séance ; il réalise le seizième temps[10],[11].

### Deuxième séance, le vendredi de 17 h à 18 h
| Pos. | Pilote          | Voiture               | Chrono         | Écart     |
| ---- | --------------- | --------------------- | -------------- | --------- |
| 1    | Lando Norris    | McLaren-Mercedes      | 1 min 15 s 624 |           |
| 2    | Oscar Piastri   | McLaren-Mercedes      | 1 min 15 s 915 | + 0 s 291 |
| 3    | Charles Leclerc | Ferrari               | 1 min 16 s 023 | + 0 s 399 |
| 4    | Lance Stroll    | Aston Martin-Mercedes | 1 min 16 s 119 | + 0 s 495 |
| 5    | Fernando Alonso | Aston Martin-Mercedes | 1 min 16 s 233 | + 0 s 609 |
| 6    | Lewis Hamilton  | Ferrari               | 1 min 16 s 329 | + 0 s 705 |

- Fernando Alonso, remplacé par Felipe Drugovich lors de la première séance, a reçu l'autorisation médicale de la FIA de participer à la suite du Grand Prix de Hongrie[14],[15].

### Troisième séance, le samedi de 12 h 30 à 13 h 30
| Pos. | Pilote                | Voiture               | Chrono         | Écart     |
| ---- | --------------------- | --------------------- | -------------- | --------- |
| 1    | Oscar Piastri         | McLaren-Mercedes      | 1 min 16 s 098 |           |
| 2    | Lando Norris          | McLaren-Mercedes      | 1 min 16 s 142 | + 0 s 032 |
| 3    | Charles Leclerc       | Ferrari               | 1 min 16 s 379 | + 0 s 399 |
| 4    | Lewis Hamilton        | Ferrari               | 1 min 16 s 564 | + 0 s 768 |
| 5    | Andrea Kimi Antonelli | Mercedes              | 1 min 16 s 639 | + 0 s 829 |
| 6    | Fernando Alonso       | Aston Martin-Mercedes | 1 min 16 s 652 | + 0 s 787 |

## Séance de qualifications

### Résultats des qualifications
| Pos. | Pilote                | Écurie                  | Qualifications 1 | Qualifications 2 | Qualifications 3 |
| --- | --------------------- | ----------------------- | ---------------- | ---------------- | ---------------- |
| 1 | Charles Leclerc       | Ferrari                 | 1 min 15 s 582   | 1 min 15 s 455   | 1 min 15 s 372   |
| 2 | Oscar Piastri         | McLaren-Mercedes        | 1 min 15 s 211   | 1 min 14 s 941   | 1 min 15 s 398   |
| 3 | Lando Norris          | McLaren-Mercedes        | 1 min 15 s 523   | 1 min 14 s 890   | 1 min 15 s 413   |
| 4 | George Russell        | Mercedes                | 1 min 15 s 627   | 1 min 15 s 201   | 1 min 15 s 425   |
| 5 | Fernando Alonso       | Aston Martin-Mercedes   | 1 min 15 s 281   | 1 min 15 s 395   | 1 min 15 s 481   |
| 6 | Lance Stroll          | Aston Martin-Mercedes   | 1 min 15 s 673   | 1 min 15 s 129   | 1 min 15 s 498   |
| 7 | Gabriel Bortoleto     | Kick Sauber-Ferrari     | 1 min 15 s 586   | 1 min 15 s 687   | 1 min 15 s 725   |
| 8 | Max Verstappen        | Red Bull-Honda RBPT     | 1 min 15 s 736   | 1 min 15 s 547   | 1 min 15 s 728   |
| 9 | Liam Lawson           | Racing Bulls-Honda RBPT | 1 min 15 s 849   | 1 min 15 s 630   | 1 min 15 s 821   |
| 10 | Isack Hadjar          | Racing Bulls-Honda RBPT | 1 min 15 s 516   | 1 min 15 s 469   | 1 min 15 s 915   |
| 11 | Oliver Bearman        | Haas-Ferrari            | 1 min 15 s 750   | 1 min 15 s 694   |                  |
| 12 | Lewis Hamilton        | Ferrari                 | 1 min 15 s 733   | 1 min 15 s 702   |                  |
| 13 | Carlos Sainz          | Williams-Mercedes       | 1 min 15 s 652   | 1 min 15 s 781   |                  |
| 14 | Franco Colapinto      | Alpine-Renault          | 1 min 15 s 875   | 1 min 16 s 159   |                  |
| 15 | Andrea Kimi Antonelli | Mercedes                | 1 min 15 s 782   | 1 min 16 s 386   |                  |
| 16 | Yuki Tsunoda          | Red Bull-Honda RBPT     | 1 min 15 s 899   |                  |                  |
| 17 | Pierre Gasly          | Alpine-Renault          | 1 min 15 s 966   |                  |                  |
| 18 | Esteban Ocon          | Haas-Ferrari            | 1 min 16 s 023   |                  |                  |
| 19 | Nico Hülkenberg       | Kick Sauber-Ferrari     | 1 min 16 s 081   |                  |                  |
| 20 | Alexander Albon       | Williams-Mercedes       | 1 min 16 s 223   |                  |                  |
| Temps minimal à réaliser pour la qualification : 1 min 20 s 475 (107 % du meilleur temps en Q1 : 1 min 15 s 211) |                       |                         |                  |                  |                  |

### Grille de départ
- Yuki Tsunoda, auteur du vingtième et dernier temps, prend le départ depuis les stands après que son équipe a changé le moteur à combustion interne, le turbocompresseur ainsi que les MGU-H et MGU-K de sa RB21[19].

## Course

### Classement de la course
| Pos. | no | Pilote                | Écurie                  | Tours | Temps/Abandon                                             | Grille  | Points |
| ---- | -- | --------------------- | ----------------------- | ----- | --------------------------------------------------------- | ------- | ------ |
| 1    | 4  | Lando Norris          | McLaren-Mercedes        | 70    | 1 heure 35 min 21 s 231 (192,942 km/h)                    | 3       | 25     |
| 2    | 81 | Oscar Piastri         | McLaren-Mercedes        | 70    | + 0 s 698                                                 | 2       | 18     |
| 3    | 63 | George Russell        | Mercedes                | 70    | + 21 s 916                                                | 4       | 15     |
| 4    | 16 | Charles Leclerc       | Ferrari                 | 70    | + 42 s 560 (dont 5 secondes de pénalité )                 | 1       | 12     |
| 5    | 14 | Fernando Alonso       | Aston Martin-Mercedes   | 70    | + 59 s 040                                                | 5       | 10     |
| 6    | 5  | Gabriel Bortoleto     | Kick Sauber-Ferrari     | 70    | + 1 min 06 s 169                                          | 7       | 8      |
| 7    | 18 | Lance Stroll          | Aston Martin-Mercedes   | 70    | + 1 min 08 s 174                                          | 6       | 6      |
| 8    | 30 | Liam Lawson           | Racing Bulls-Honda RBPT | 70    | + 1 min 09 s 451                                          | 9       | 4      |
| 9    | 1  | Max Verstappen        | Red Bull-Honda RBPT     | 70    | + 1 min 12 s 645                                          | 8       | 2      |
| 10   | 12 | Andrea Kimi Antonelli | Mercedes                | 69    | + 1 tour                                                  | 15      | 1      |
| 11   | 6  | Isack Hadjar          | Racing Bulls-Honda RBPT | 69    | + 1 tour                                                  | 10      |        |
| 12   | 44 | Lewis Hamilton        | Ferrari                 | 69    | + 1 tour                                                  | 12      |        |
| 13   | 87 | Nico Hülkenberg       | Kick Sauber-Ferrari     | 69    | + 1 tour (dont 5 secondes de pénalité purgées en course ) | 18      |        |
| 14   | 55 | Carlos Sainz          | Williams-Mercedes       | 69    | + 1 tour                                                  | 13      |        |
| 15   | 23 | Alexander Albon       | Williams-Mercedes       | 69    | + 1 tour                                                  | 19      |        |
| 16   | 31 | Esteban Ocon          | Haas-Ferrari            | 69    | + 1 tour                                                  | 17      |        |
| 17   | 27 | Yuki Tsunoda          | Red Bull-Honda RBPT     | 69    | + 1 tour                                                  | Pitlane |        |
| 18   | 10 | Pierre Gasly          | Alpine-Renault          | 69    | + 1 tour (dont 10 secondes de pénalité )                  | 13      |        |
| 19   | 43 | Franco Colapinto      | Alpine-Renault          | 69    | + 1 tour                                                  | 14      |        |
| Abd. | 87 | Oliver Bearman        | Haas-Ferrari            | 48    | Fond plat                                                 | 11      |        |

### Pole position et record du tour
- Pole position :  Charles Leclerc (Ferrari) en 1 min 15 s 372 (209,250 km/h)[24] ;
- Meilleur tour en course :  George Russell (Mercedes) en 1 min 19 s 409 (198,612 km/h) au quarante-cinquième tour[25].

### Tours en tête
- Lando Norris (McLaren-Mercedes) : 36 tours (20-30 / 46-70)[26] ;
- Charles Leclerc (Ferrari) : 28 tours (1-19/ 31-39) ;
- Oscar Piastri (McLaren-Mercedes) : 6 tours (40-45).

## Classements généraux à l'issue de la course
| Pos. | Pilote                | Écurie                  | Points |
| ---- | --------------------- | ----------------------- | ------ |
| 1    | Oscar Piastri         | McLaren-Mercedes        | 284    |
| 2    | Lando Norris          | McLaren-Mercedes        | 275    |
| 3    | Max Verstappen        | Red Bull-Honda RBPT     | 187    |
| 4    | George Russell        | Mercedes                | 172    |
| 5    | Charles Leclerc       | Ferrari                 | 151    |
| 6    | Lewis Hamilton        | Ferrari                 | 109    |
| 7    | Andrea Kimi Antonelli | Mercedes                | 64     |
| 8    | Alexander Albon       | Williams-Mercedes       | 54     |
| 9    | Nico Hülkenberg       | Kick Sauber-Ferrari     | 37     |
| 10   | Esteban Ocon          | Haas-Ferrari            | 27     |
| 11   | Fernando Alonso       | Aston Martin-Mercedes   | 26     |
| 12   | Lance Stroll          | Aston Martin-Mercedes   | 26     |
| 13   | Isack Hadjar          | Racing Bulls-Honda RBPT | 22     |
| 14   | Pierre Gasly          | Alpine-Renault          | 20     |
| 15   | Liam Lawson           | Red Bull-Honda RBPT     | 20     |
| 16   | Carlos Sainz          | Williams-Mercedes       | 16     |
| 17   | Gabriel Bortoleto     | Kick Sauber-Ferrari     | 14     |
| 18   | Yuki Tsunoda          | Red Bull-Honda RBPT     | 10     |
| 19   | Oliver Bearman        | Haas-Ferrari            | 8      |

| Pos. | Écurie                  | Points |
| ---- | ----------------------- | ------ |
| 1    | McLaren-Mercedes        | 559    |
| 2    | Ferrari                 | 260    |
| 3    | Mercedes                | 236    |
| 4    | Red Bull                | 194    |
| 5    | Williams-Mercedes       | 70     |
| 6    | Aston Martin-Mercedes   | 52     |
| 7    | Kick Sauber-Ferrari     | 51     |
| 8    | Racing Bulls-Honda RBPT | 45     |
| 9    | Haas-Ferrari            | 35     |
| 10   | Alpine-Renault          | 20     |

## Statistiques
Le Grand Prix de Hongrie 2025 représente :
- la 27e pole position de Charles Leclerc, sa première de la saison[28] ;
- la 9e victoire de Lando Norris, sa cinquième de la saison[29] ;
- la 200e victoire de McLaren en tant que constructeur[30] ;
- le 56e doublé de McLaren, le quatrième consécutif, ce qui n'était arrivé qu'une seule fois pour l'écurie, en 1988 avec Alain Prost et Ayrton Senna[31],[32] ;
- la 234e victoire de Mercedes en tant que motoriste[33].

Au cours de ce Grand Prix :
- Max Verstappen dispute son 200e Grand Prix avec Red Bull Racing[34] ;
- Gabriel Bortoleto est élu « pilote du jour » à l'issue d'un vote organisé sur le site officiel de la Formule 1[35] ;
- Derek Warwick (146 départs en Grands Prix entre 1981 et 1993, quatre podiums, 71 points inscrits) est nommé conseiller par la FIA pour aider dans leurs jugements le groupe des commissaires de course[36].